# Werner Potzernheim
Werner Potzernheim, född 8 mars 1927 i Hamburg, död 22 april 2014 i Hemmingen, var en tysk tävlingscyklist.
Potzernheim blev olympisk bronsmedaljör i sprint vid sommarspelen 1952 i Helsingfors.